# Soffy Walleen
Sophie "Soffy" Christine Elisabeth Walleen, født Rosenberg (15. maj 1861 i Spjellerup Sogn – 23. januar 1940 i København) var en dansk skuespillerinde.
Hendes forældre var litteraturhistoriker Carl Rosenberg (1829-85) og Ane Lovise Plum (1833-1874).
Hun medvirkede i stumfilmen Magdalene fra 1910.
Hun giftede sig 7. juni 1884 med skuespiller, teaterdirektør Karl Mantzius (1860-1921), søn af skuespiller Kristian Mantzius og Anna Petrea Jørgensen. I dette ægteskab fik hun datteren Else Louise Mantzius (født 1886), der også blev skuespillerinde.
Ægteskabet blev opløst 1902, hvorefter hun 4. juni 1902 ægtede den finske forfatter, friherre Carl Alphonse Walleen-Bornemann (6. april 1863 i Gränna, Sverige – 28. november 1941 i København), søn af ritmester, friherre Theodor Walleen og den danskfødte Anna Ulrika Louise Bornemann (1834-1916), datter af godsejer Philip Julius Bornemann (1803-1883).
Hun er begravet på Garnisons Kirkegård.